# Горнолыжный спорт на зимних Олимпийских играх 2010
Соревнования по горнолыжному спорту на зимних Олимпийских играх 2010 прошли с 15 по 27 февраля. Изначально первая дисциплина (мужской скоростной спуск) была запланирована на 13 февраля, но из-за дождя и высокой температуры воздуха была отложена на 2 дня и была проведена 15 числа. Были разыграны 10 комплектов наград.
Все соревнования были проведены на горнолыжном курорте Уистлер Криксайд, расположенном в 125 км к северу от Ванкувера. Во время стартов температура воздуха и снега колебалась около нулевой отметки, время от времени на трассу опускался туман, и шёл дождь.

## Медали

### Медалисты

#### Мужчины

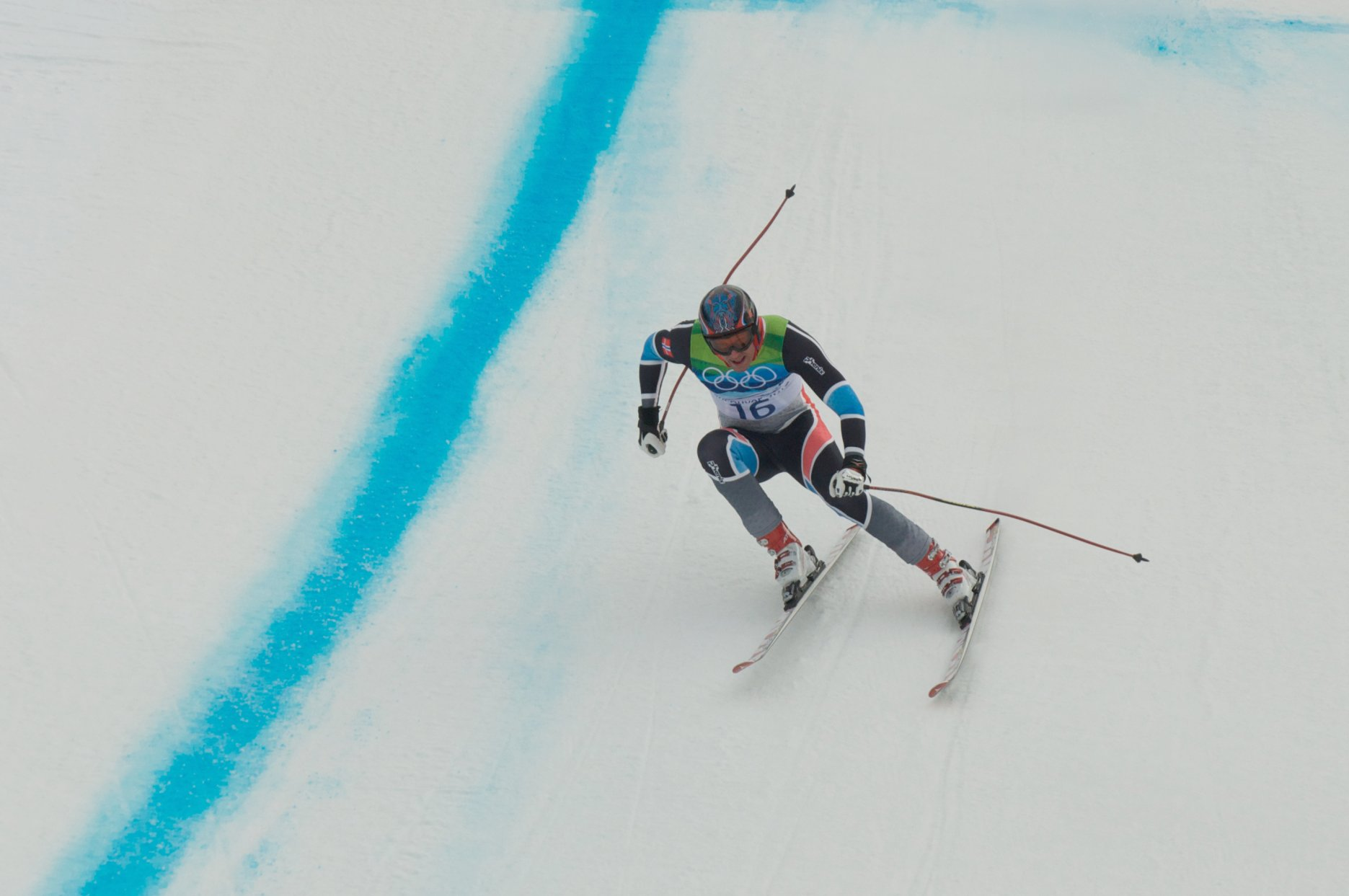
Аксель Лунд Свиндаль (на трассе скоростного спуска) выиграл на Олимпиаде по одной медали каждого достоинства

| Дисциплина        | Золото                        | Серебро                       | Бронза                        |
| Скоростной спуск  | Дидье Дефаго Швейцария        | Аксель Лунд Свиндаль Норвегия | Боде Миллер США               |
| Суперкомбинация   | Боде Миллер США               | Ивица Костелич Хорватия       | Сильван Цурбригген Швейцария  |
| Супергигант       | Аксель Лунд Свиндаль Норвегия | Боде Миллер США               | Эндрю Уайбрехт США            |
| Гигантский слалом | Карло Янка Швейцария          | Хьетиль Янсруд Норвегия       | Аксель Лунд Свиндаль Норвегия |
| Слалом            | Джулиано Раццоли Италия       | Ивица Костелич Хорватия       | Андре Мюрер Швеция            |

#### Женщины

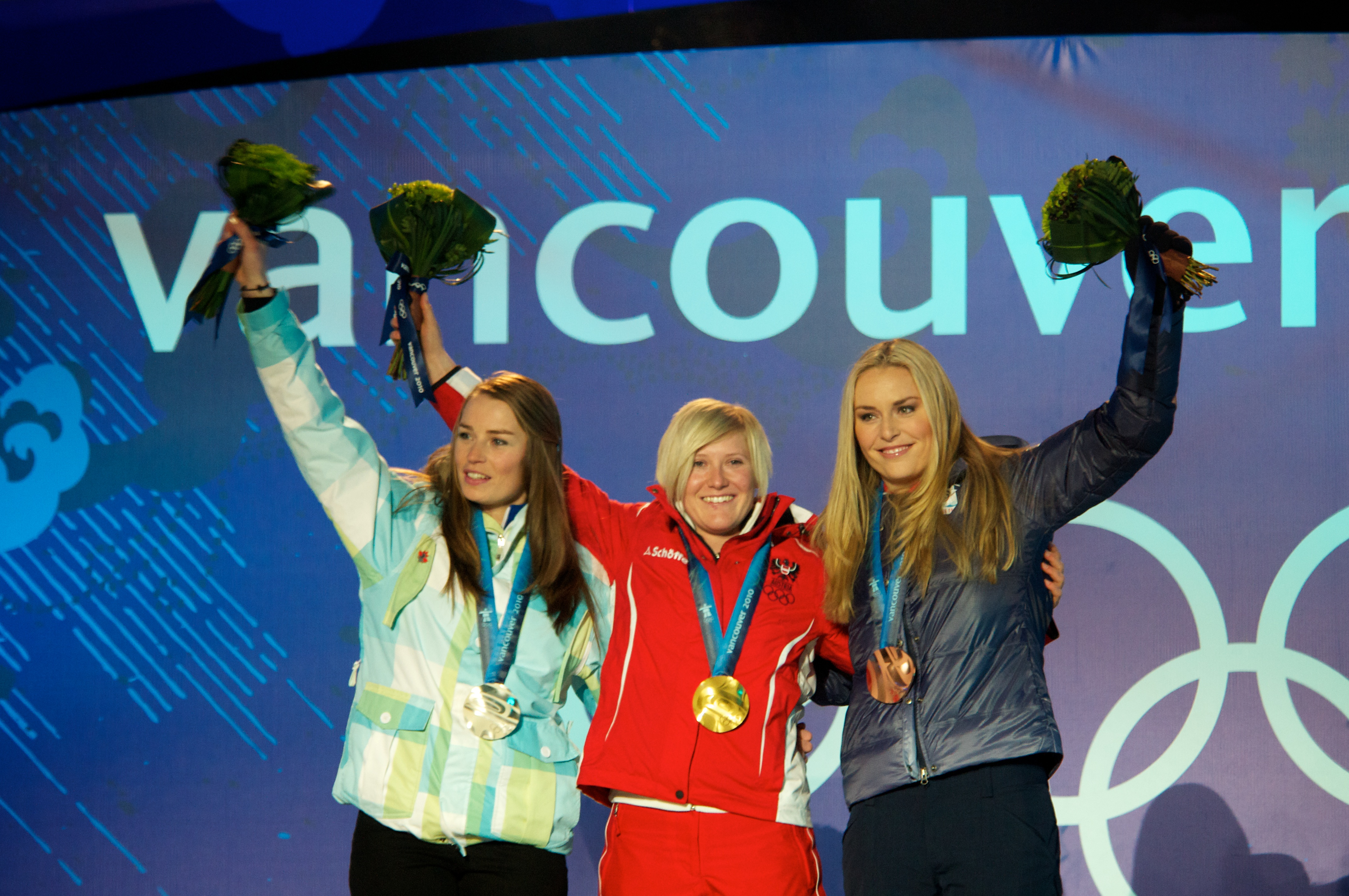
Олимпийский пьедестал в женском супергиганте (слева направо): Тина Мазе, Андреа Фишбахер, Линдси Вонн

| Дисциплина        | Золото                       | Серебро              | Бронза                  |
| Скоростной спуск  | Линдси Вонн США              | Джулия Манкусо США   | Элизабет Гёргль Австрия |
| Суперкомбинация   | Мария Риш Германия           | Джулия Манкусо США   | Аня Персон Швеция       |
| Супергигант       | Андреа Фишбахер Австрия      | Тина Мазе Словения   | Линдси Вонн США         |
| Гигантский слалом | Виктория Ребенсбург Германия | Тина Мазе Словения   | Элизабет Гёргль Австрия |
| Слалом            | Мария Риш Германия           | Марлис Шильд Австрия | Шарка Загробская Чехия  |

### Общий зачёт
(Жирным выделено самое большое количество медалей в своей категории)
| Общее количество медалей |           |        |         |        |       |
| Место                    | Страна    | Золото | Серебро | Бронза | Всего |
| 1                        | Германия  | 3      | 0       | 0      | 3     |
| 2                        | США       | 2      | 3       | 3      | 8     |
| 3                        | Швейцария | 2      | 0       | 1      | 3     |
| 4                        | Норвегия  | 1      | 2       | 1      | 4     |
| 5                        | Австрия   | 1      | 1       | 2      | 4     |
| 6                        | Италия    | 1      | 0       | 0      | 1     |
| 7                        | Словения  | 0      | 2       | 0      | 2     |
| 7                        | Хорватия  | 0      | 2       | 0      | 2     |
| 9                        | Швеция    | 0      | 0       | 2      | 2     |
| 10                       | Чехия     | 0      | 0       | 1      | 1     |

## Общая информация
- Ни один из участвовавших олимпийских чемпионов прошлых лет не сумел выиграть в Ванкувере, все чемпионы впервые в карьере добились этого успеха;
- Австрийские горнолыжники-мужчины не сумели выиграть в Ванкувере ни одной награды. Если не считать Олимпийские игры 1936 года, где австрийские горнолыжники-мужчины не выступали, австрийцы впервые в истории остались без наград в мужском горнолыжном спорте на Олимпийских играх. Трижды в Ванкувере австрийцы занимали 4-е место, дважды 5-е и дважды 6-е;

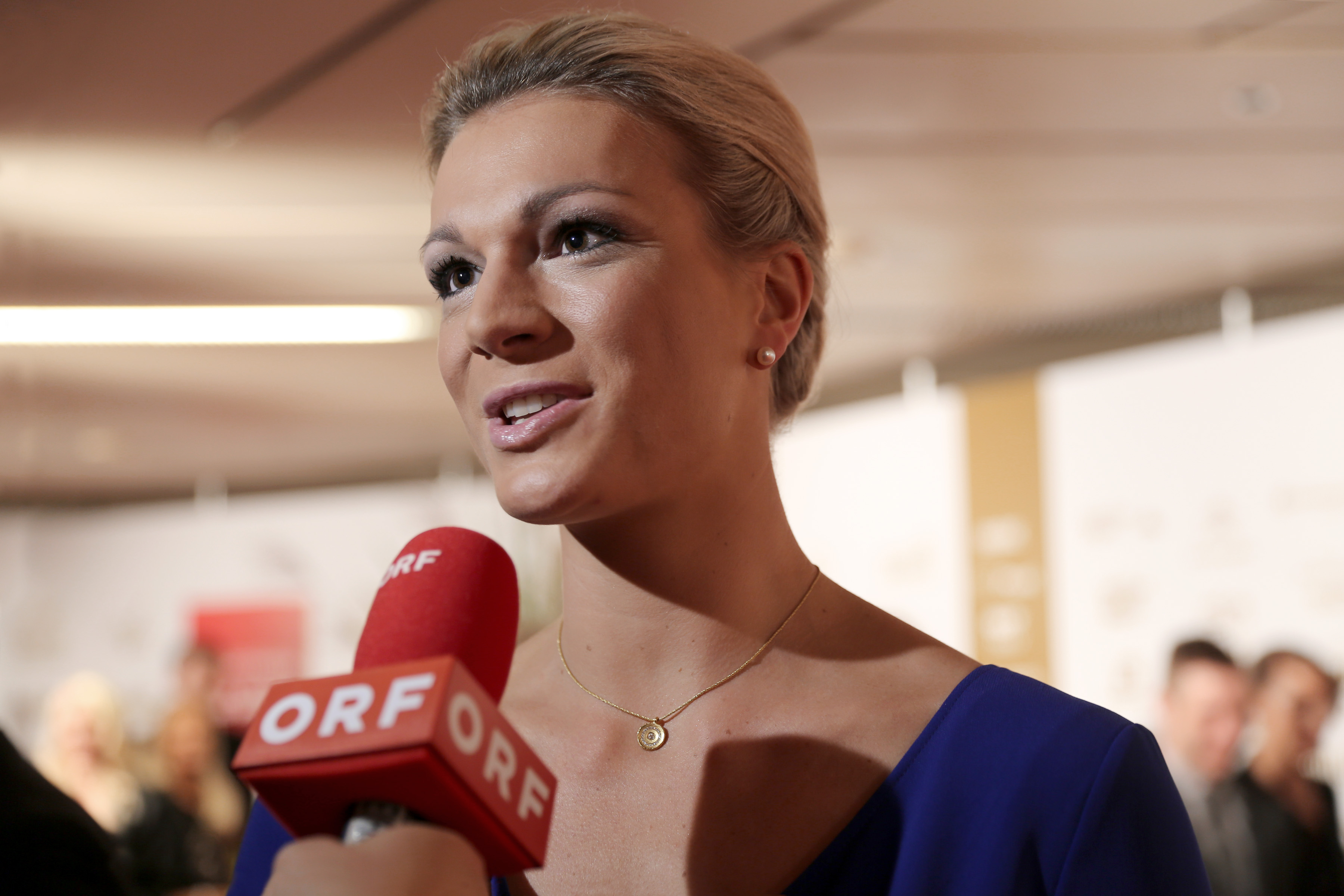
Немка Мария Риш выиграла в Ванкувере две золотые медали

- 3 золотые медали завоевали немецкие горнолыжницы (единственной двукратной олимпийской чемпионкой Ванкувера-2010 в горнолыжном спорте стала Мария Риш, ещё одно золото выиграла Виктория Ребенсбург);
- Хозяева Олимпиады канадцы, выигравшие общий медальный зачёт Игр, не сумели завоевать ни одной медали в горнолыжном спорте;
- Американцы в первых 6 дисциплинах выиграли 8 наград (2 золота, 3 серебра и 3 бронзы), но в последних 4 стартах Олимпиады оставались без наград;
- Американец Боде Миллер и норвежец Аксель Лунд Свиндаль выиграли по полному комплекту наград — золоту, серебру и бронзе;
- Чехия усилиями Шарки Загробской выиграла свою первую олимпийскую награду в горнолыжном спорте (в 1984 году в Сараево единственную олимпийскую «горнолыжную» медаль Чехословакии выиграла чешка Ольга Харватова);
- Линдси Вонн стала первой американкой, выигравшей скоростной спуск на Олимпийских играх;
- Джулиано Раццоли, победивший в последний день горнолыжной программы в мужском слаломе, выиграл единственную золотую медаль Италии на Олимпиаде в Ванкувере;
- Сразу трое горнолыжников выиграли по 2 серебряных награды — американка Джулия Манкусо, словенка Тина Мазе и хорват Ивица Костелич.
- Шведка Аня Персон, завоевав бронзу в суперкомбинации, стала третьей в истории олимпийского горнолыжного спорта, кому удалось выиграть не менее 6 медалей. Всего на счету Ани за 3 Олимпиады 1 золото, 1 серебро и 4 бронзы;
- Марко Бюхель из Лихтенштейна принял участие в 6-й подряд зимней Олимпиаде (1992—2010);
- 51-летний принц Хубертус фон Гогенлоэ (нем. Hubertus von Hohenlohe), дворянин немецких кровей, родившийся в Мексике и выступающий за эту страну, вернулся на Олимпийские игры спустя 16 лет. До Ванкувера Хубертус участвовал в зимних Олимпийских играх 1984, 1988, 1992 и 1994 годов.

## Спортивные объекты
| Уистлер Криксайд  |
| ----------------- |
|                   |
| Вместимость: 7700 |

## Пропустившие Олимпийские игры 2010 из-за травм
Из-за травм в Олимпийских играх 2010 года не смогли принять участие несколько сильных горнолыжников: 
Женщины
- швейцарка Лара Гут (2 серебра на чемпионате мира 2009 года),
- австрийка Николь Хосп (обладательница Кубка мира 2007/08, чемпионка мира 2007 года),
- итальянка Надя Фанкини (бронза в скоростном спуске на чемпионате мира 2009 года),
- швейцарка Мартина Шильд (вице-чемпионка Турина-2006 в скоростном спуске).

Мужчины
- австриец Херман Майер (двукратный олимпийский чемпион и 4-кратный обладатель Кубка мира готовился к Олимпиаде, но осенью 2009 года был вынужден завершить карьеру),
- француз Жан-Батист Гранж (обладатель Кубка мира в слаломе 2008/09),
- швейцарец Даниэль Альбрехт (чемпион мира 2007 года в суперкомбинации),
- канадец Джон Кучера (чемпион мира 2009 года в скоростном спуске).